# Die Balearen in Wort und Bild Geschildert

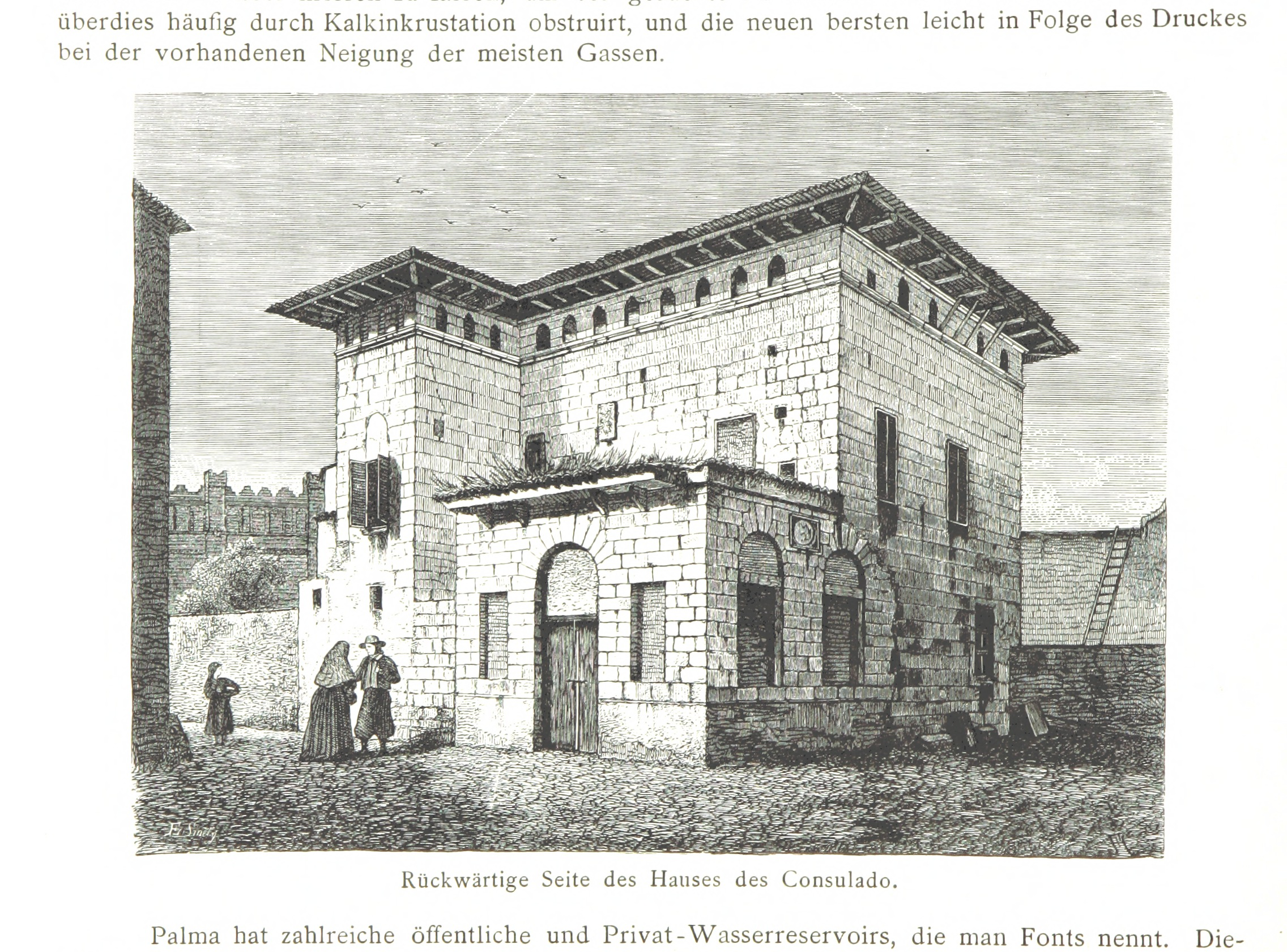
Gravat del Die Balearen on es representa l'edifici del Consolat de Mar de Palma

Die Balearen in Wort und Bild geschildert (Les Balears descrites per la paraula i la imatge en la seva traducció al català) és un estudi sobre tots els aspectes socials, culturals, geogràfics i econòmics de les Illes Balears que va ser realitzat per l'Arxiduc Lluís Salvador. A partir de 1867, quan arribà per primera vegada a les illes, i fins a 1891, quan publicà el darrer volum, l'Arxiduc va estar confeccionant, juntament amb tot el seu seguici d'intel·lectuals i secretaris, aquesta ambiciosa investigació. Durant el transcurs d'aquests anys va estar viatjant per les illes i recaptant informació seguint una metodologia pròpia, anomenada Tabulae Ludouicianae, que se centrava en tots els aspectes del contingut final i que incloïa il·lustracions a la ploma de tots els paisatges, costums, arquitectura, etc. a fi que tots els col·laboradors les omplissin i així poder dur a terme el treball de manera homogènia. El 1878 l'obra fou premiada amb medalla d'or a l'exposició universal de París.

## Edicions
En la seva primera edició (1869-1891), que no es va distribuir per a la venda sinó que el mateix Arxiduc va imprimir anònimament a Leipzig per regalar a amics i col·laboradors, constava de quatre llibres dedicats respectivament a Eivissa, Formentera, Mallorca i Menorca. Cada un dels llibres era dividit en dues parts, la primera destinada a una descripció general i la segona de caràcter més detallat. Aquesta primera edició es va publicar en set volums distribuïts en nou toms, pel fet que el tercer i el cinquè estaven dividits en dues meitats. El 1897 en va aparèixer una segona edició, que era una versió reduïda en dos volums.
No obstant la privadesa de la primera publicació, va suscitar un gran interès a les Illes, i al cap d'uns anys Santiago Palacio, vicecònsol d'Espanya a Berlín en aquella època, va emprendre una traducció de l'obra al castellà amb la conformitat del mateix Arxiduc i l'ajuda de Francesc Manuel de los Herreros per tal de superar la barrera entre els balears i l'idioma alemany. Malauradament, la tasca no va poder ser acabada i solament es publicaren els llibres I i II (1886 i 1890, els dedicats a Eivissa i Formentera respectivament) i fragments del llibre III, (publicats molt tardanament, en dos volums, el 1954 i el 1956). Més tard, el 1954 l'ajuntament de Palma va encarregar a Josep Sureda i Blanes l'edició de la versió castellana del mateix llibre III, el dedicat a Mallorca, que aparegué en dotze toms publicats entre 1954 i 1965. Aquesta edició de la versió castellana estructurava el contingut de l'obra de manera molt diferent de l'original, cosa que causa gran confusió a l'hora de contrastar-la amb la versió original.
La primera traducció completa al castellà començà a ser editada a partir de 1980 per iniciativa i patrocini de Sa Nostra, i fou realitzada de Carlos i Bárbara Sánchez-Rodrigo. Tot i que la distribució del contingut és força més fidel a l'original que no pas en la versió de Sureda i Blanes, els volums d'aquesta versió tampoc no es corresponen amb la numeració que donà l'Arxiduc, de manera que la versió de l'Arxiduc comença la numeració per les Pitiüses (llibres I i II, tots dos dins el volum I), continua per Mallorca (llibre III, volums II-V) i acaba amb Menorca (llibre IV, volums VI i VII), i en aquesta traducció comença per Menorca (toms I i II), continua per les Pitiüses (tom III) i acaba amb Mallorca (toms IV-IX); a més, aquesta edició incorporà un tom (el tom X) amb índexs de matèries, onomàstic i antroponímic. Paral·lelament, el 1984 es realitzà i publicà una traducció en castellà de la versió parcial de 1897, a càrrec de Mateu Grimalt i Antònia Vigó.
Finalment, el 2000 el Grup Serra edità la primera traducció al català de l'obra, publicada íntegrament entre 1999 i 2003 a càrrec de Pere Bonnín Aguiló i Josep Moll Marquès. Aquesta edició, en vuit volums més un volum pels índexs, segueix estrictament la distribució per volums, toms i llibres de l'edició original.

## Metodologia
Sebastià Trias Mercant dedica un petit incís dins l'article de la Gran Enciclopèdia de Mallorca referit al Die Balearen a propòsit de la metodologia seguida per l'Arxiduc:
L'antropologia del segle xix destria tres estratègies d'investigació: la descripció etnogràfica -diari o ressenya- segons la moda romàntica o positivista, l'explanació antropogeogràfica dels espais culturals, la compilació de les tradicions.
El Die Balearen assumeix els criteris esmentats i, seguint els models literaris de l'època, esdevé el gran llibre de viatges que clou tot un cicle de publicacions balears. Després vindran l'«aplec» literari, l'«arxiu» folklòric i, més tard, la «guia» turística.
El Die Balearen és una etnografia en la qual el subjecte -escriptor i protagonistes- s'amaga sobtosament darrere els objectes. Les dades, passades pel sedàs del naturalista, són disposades en conjunts comprensius, sense cercar, però, el seu sentit més ocult. L'obra -escriu l'Arxiduc- «no inclou la síntesi d'un estudi profund», sinó el ric inventari, fet des de l'observació més assèptica i directa -ni bibliografia, ni diplomàtica ni arqueologia- de l'ètnia balear i de les seves diferències. «A més de les condicions naturals -afirma Lluís Salvador- aquestes illes es diferencien l'una de l'altra... per la cultura».
El Die Balearen és una geografia d'espais culturals -paisatge i societat, tradicions i costums, ciutat i ruralia- en la qual la història és sempre absent. Mateu Obrador va dir que les referències retrospectives i les insinuacions històriques són ocasionals en el Die Balearen; són esporàdiques digressions per a retornar de sobte al que veuen els ulls.
Les Illes -com la resta de la Mediterrània- eren una reserva d'«allò que desapareix». El Die Balearen compila i testifica. És el museu que conserva, objectivat en la paraula i el gravat i en contra de la industrialització, l'endèmic primitivisme civilitzat.

La participació dels intel·lectuals mallorquins en les tasques del Die Balearen obliga l'Arxiduc a repensar el primitiu programa difusionista -exogàmia informativa- dels llibres de viatge des de l'etnocentrisme -endogàmia folk- de la Renaixença literària i costumista.